# Elmer FEM solver
Elmer FEM solver — полнофункциональный математический пакет, ориентированный на математическое моделирование физических процессов и расчёта конструкций при помощи метода конечных элементов (МКЭ) (англ. FEM, finite elements method).
Пакет позволяет строить физические модели для решения задач гидродинамики, строительной механики, электродинамики, теплопереноса, акустики и т. д.
Пакет Elmer состоит из нескольких частей: физические модели, а также граничные и начальные условия задаются в модуле ElmerGUI; численное решение задачи происходит в ElmerSolver, а результаты можно обработать в Elmerpost.
Универсальная система конечноэлементного анализа Elmer распространяется на условиях Open Source.